# ポリス・ライヴ
『ポリス・ライヴ』（Live!）は、1995年に発売されたポリスのライブアルバムである。長らくポリスのライヴ演奏はアルバム化されていなかったが、バンドの解散から12年経ってようやくパッケージ化されることになった。ディスク1は1979年11月27日、ボストンのオルフェウム・シアターで行われた演奏を収録している。当時発売されていた『白いレガッタ』までの曲が演奏されている。ディスク2には1983年11月13日と14日にアトランタで行われたシンクロニシティーコンサートの様子を録音している。こちらの演奏はアルバム『シンクロニシティー』までの曲で演奏されている。
1983年の演奏については、2005年に発売されたシンクロニシティーコンサートDVDにも収録されている。

## 収録曲
特記されている曲以外はスティングの作曲。

### ディスク1
1. ネクスト・トゥ・ユー - "Next to You" – 2:57
2. ソー・ロンリー - "So Lonely" – 7:32
3. トゥルース・ヒッツ・エヴリバディ - "Truth Hits Everybody" – 2:34
4. ウォーキング・オン・ザ・ムーン - "Walking on the Moon" – 4:59
5. ホール・イン・マイ・ライフ - "Hole in My Life" – 4:08
6. フォール・アウト - "Fall Out" (Stewart Copeland) – 2:46
7. ブリング・オン・ザ・ナイト - "Bring on the Night" – 5:16
8. 孤独のメッセージ - "Message in a Bottle" – 4:27
9. ひとりぼっちの夜 - "The Bed's Too Big Without You" – 8:53
10. ピーナッツ - "Peanuts" (Sting, Copeland) – 3:07
11. ロクサーヌ - "Roxanne" – 4:42
12. キャント・スタンド・ルージング・ユー - "Can't Stand Losing You" – 7:54
13. ランドロード - "Landlord" (Sting, Copeland) – 2:27
14. 俺たちの世界 - "Born in the 50's" – 4:18
15. サリーは恋人 - "Be My Girl - Sally" (Andy Summers, Sting) – 4:51

### ディスク2
1. シンクロニシティーI - "Synchronicity I" – 2:52
2. シンクロニシティーII - "Synchronicity II" – 4:44
3. ウォーキング・イン・ユア・フットステップ - "Walking in Your Footsteps" – 4:54
4. 孤独のメッセージ - "Message in a Bottle" – 4:35
5. オー・マイ・ゴッド - "O My God" – 3:36
6. ドゥドゥドゥ・デ・ダダダ - "De Do Do Do, De Da Da Da" – 4:32
7. アラウンド・ユア・フィンガー - "Wrapped Around Your Finger" – 5:21
8. サハラ砂漠でお茶を - "Tea in the Sahara" – 4:52
9. マテリアル・ワールド - "Spirits in the Material World" – 2:57
10. キング・オブ・ペイン - "King of Pain" – 5:53
11. 高校教師 - "Don't Stand So Close to Me" – 3:46
12. 見つめていたい - "Every Breath You Take" – 4:37
13. ロクサーヌ - "Roxanne" – 6:10
14. キャント・スタンド・ルージング・ユー - "Can't Stand Losing You" – 6:48
15. ソー・ロンリー - "So Lonely" – 7:26

## 演奏
- アンディ・サマーズ - ギター、ベースペダル、バックグラウンド、サリーは恋人でのリード・ボーカル
- スティング - ベースギター、リード・ボーカル、ベースペダル、キーボード
- スチュワート・コープランド - ドラムス、パーカッション、バックグラウンド

### 追加の演奏者 (ディスク2のみ)
- Michelle Cobb - バックグラウンド・ボーカル
- ドレット・ マクドナルド - バックグラウンド・ボーカル
- テッサ・ナイルズ - バックグラウンド・ボーカル

### プロダクション
- プロデューサー: アンディ・サマーズ
- エグゼクティブ・プロデューサー: ポリス、マイルズ・コープランド
- エンジニア: Wolfgang Amadeus、Eddie King
- アシスタント・エンジニア: Jun Murakawa
- 写真: Lynn Goldsmith and Jill Furmanosky
- アートディレクション・デザイン: Norman Moore